# Charles Rocket
Charles Adams Claverie (Bangor, Maine; 28 de agosto de 1949 - Canterbury, Connecticut; 7 de octubre de 2005), conocido como Charles Rocket, fue un actor y comediante estadounidense, reconocido por haber integrado el elenco de Saturday Night Live, por interpretar al villano Nicholas Andre en la película de los hermanos Farrelly Dumb and Dumber y a Dave Dennison en la película de Disney Hocus Pocus.
Rocket fue encontrado muerto en su propiedad en Connecticut el 7 de octubre de 2005, con su garganta cortada. Diez días después, el examinador médico del estado dictaminó que la muerte fue un suicidio. La investigación policial determinó que no había ningún aspecto penal en el caso. Rocket tenía 56 años.